# Гатлі (Вісконсин)
Гатлі (англ. Hatley) — селище (англ. village) в США, в окрузі Марафон штату Вісконсин. Населення — 648 осіб (2020).

## Географія
Гатлі розташоване за координатами 44°53′9″ пн. ш. 89°20′13″ зх. д. / 44.88583° пн. ш. 89.33694° зх. д. (44.885847, -89.337067).  За даними Бюро перепису населення США в 2010 році селище мало площу 2,72 км², уся площа — суходіл. В 2017 році площа становила 2,51 км², уся площа — суходіл.

## Демографія
Згідно з переписом 2010 року, у селищі мешкали 574 особи в 223 домогосподарствах у складі 160 родин. Густота населення становила 211 осіб/км².  Було 233 помешкання (86/км²).
Расовий склад населення:
| - 94,9 % — білих - 2,6 % — корінних американців - 1,0 % — азіатів - 0,3 % — вихідців з тихоокеанських островів - 0,2 % — чорних або афроамериканців |

До двох чи більше рас належало 0,7 %. Частка іспаномовних становила 2,4 % від усіх жителів.
За віковим діапазоном населення розподілялося таким чином: 26,3 % — особи молодші 18 років, 62,0 % — особи у віці 18—64 років, 11,7 % — особи у віці 65 років та старші. Медіана віку мешканця становила 34,3 року. На 100 осіб жіночої статі у селищі припадало 113,4 чоловіків;  на 100 жінок у віці від 18 років та старших — 111,5 чоловіків також старших 18 років.
Середній дохід на одне домашнє господарство  становив 70 796 доларів США (медіана — 68 929), а середній дохід на одну сім'ю — 78 656 доларів (медіана — 75 795). Медіана доходів становила 50 625 доларів для чоловіків та 35 278 доларів для жінок. За межею бідності перебувало 5,4 % осіб, у тому числі 10,2 % дітей у віці до 18 років та 0,0 % осіб у віці 65 років та старших.
Цивільне працевлаштоване населення становило 330 осіб. Основні галузі зайнятості: виробництво — 29,7 %, освіта, охорона здоров'я та соціальна допомога — 15,8 %, фінанси, страхування та нерухомість — 11,2 %, роздрібна торгівля — 10,3 %.